# Фемина Морта
Фемина Морта је насеље у Италији у округу Калтанисета, региону Сицилија.
Према процени из 2011. у насељу је живело 49 становника. Насеље се налази на надморској висини од 68 м.